# Canale di Welland

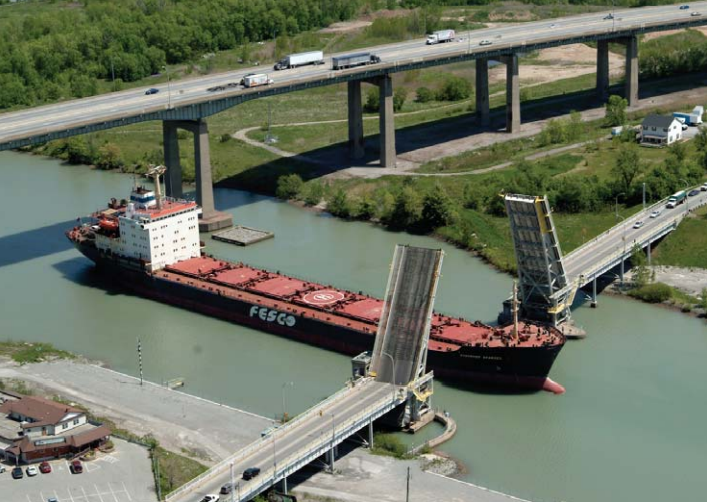
Il canale di Welland è attraversato dal viadotto Garden City e dal ponte mobile Homer

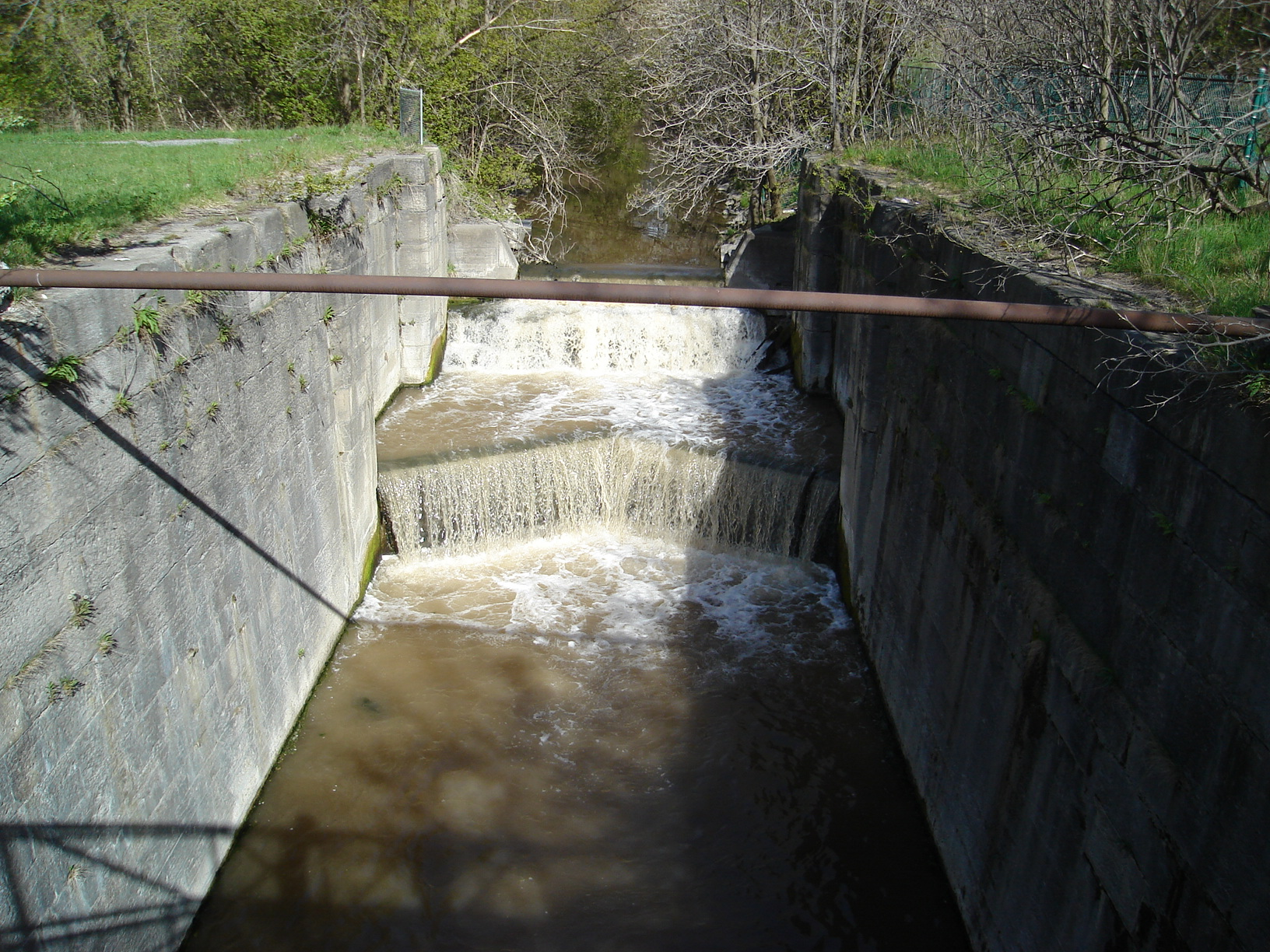
Una chiusa del secondo canale di Welland

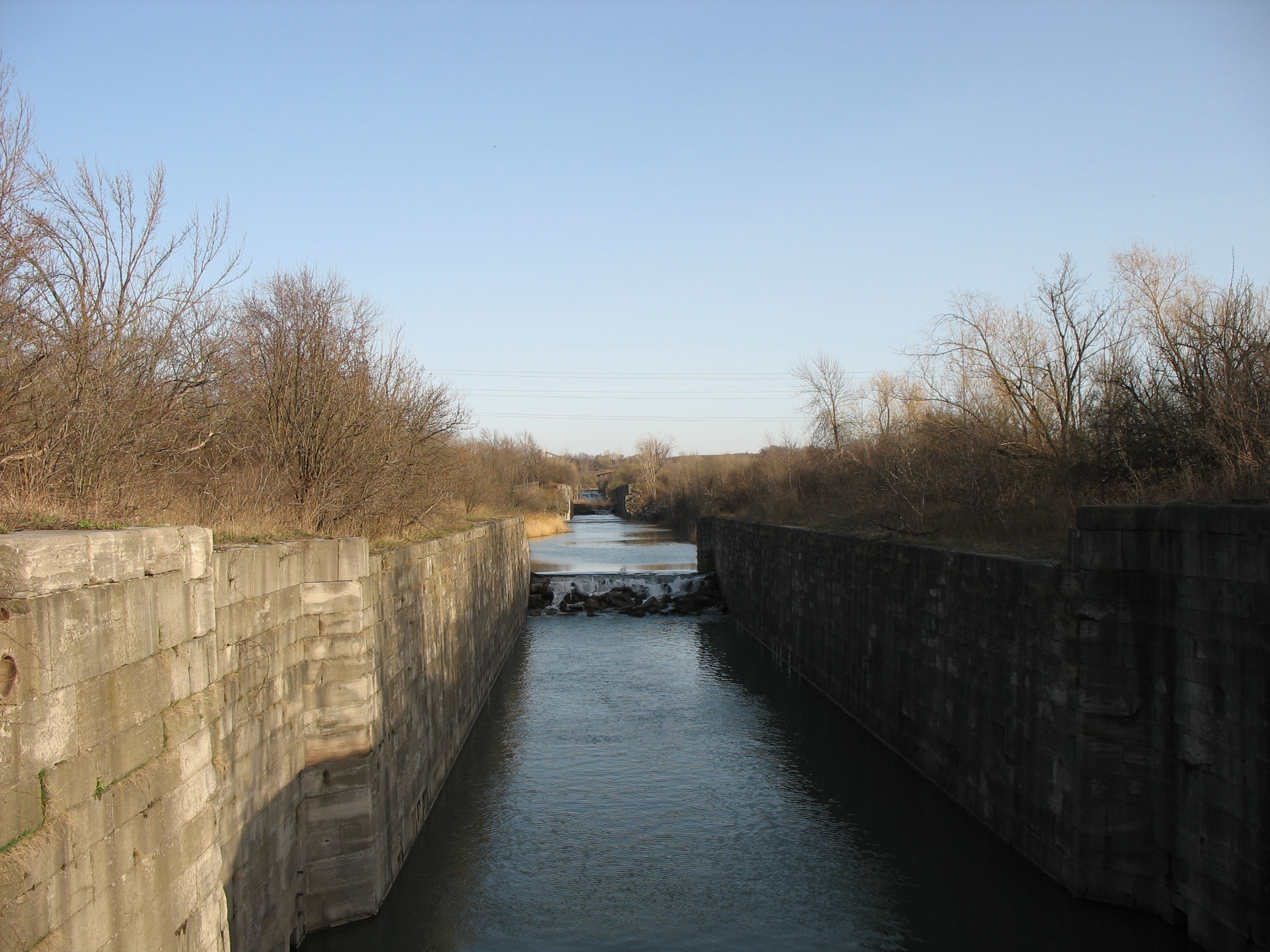
Chiusa abbandonata del terzo canale

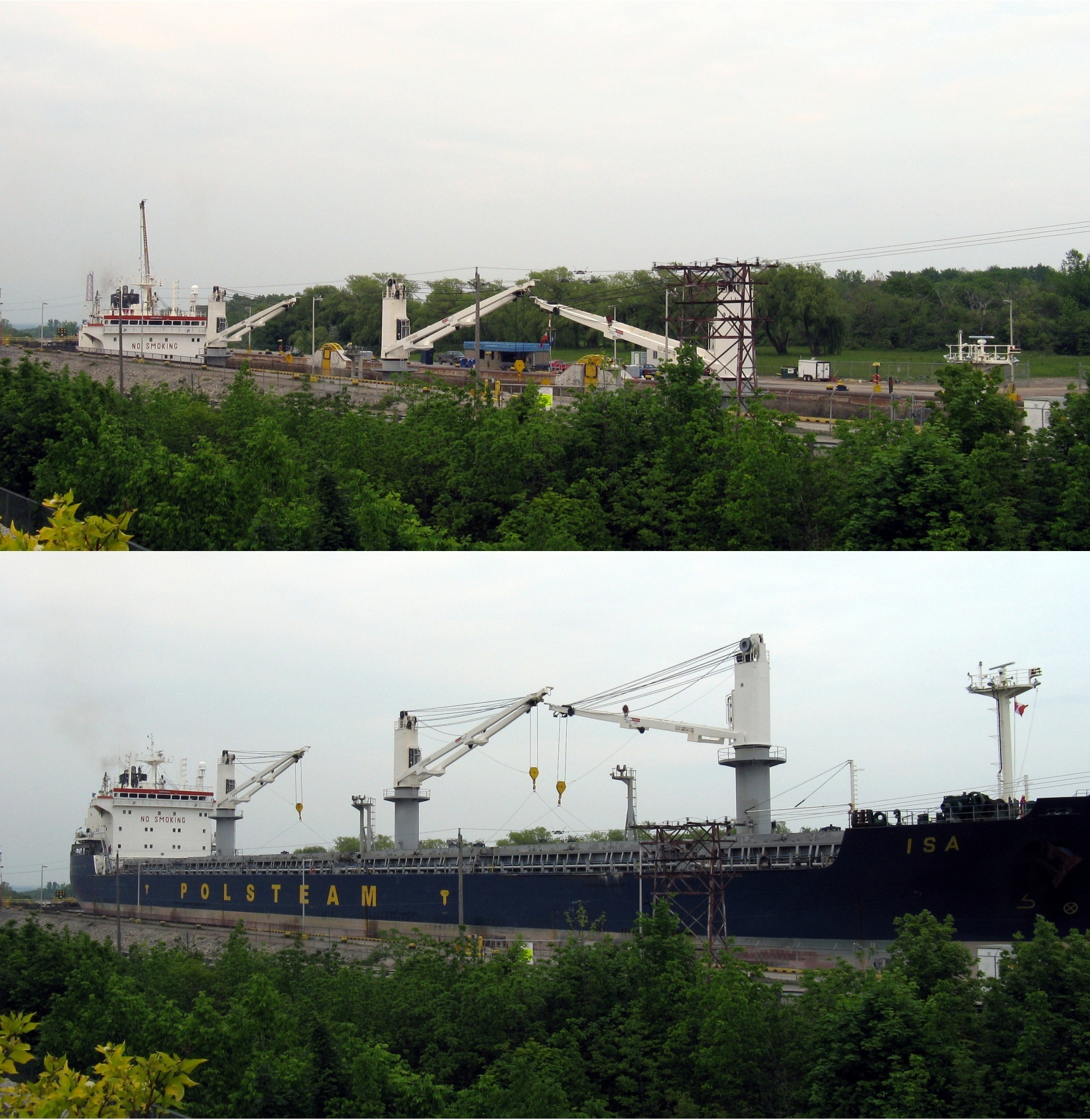
La nave MS Isa mentre attraversa la chiusa 7

Il canale di Welland (in inglese: Welland Canal) è un canale artificiale navigabile situato in Ontario, in Canada, che collega il lago Ontario con il lago Erie ed è lungo 42 km. Il canale taglia la penisola del Niagara da St. Catharines a Port Colborne, consentendo alle navi di aggirare le cascate del Niagara, unico collegamento naturale tra i due laghi.
Grazie ad un sistema di otto chiuse, il canale consente il transito annuo di circa 3000 navi che trasportano 40 000 000 di tonnellate di merci, permettendo un collegamento diretto dai porti dei Grandi Laghi come Cleveland, Detroit, Chicago e le aree ad alta industrializzazione di Stati Uniti d'America e Ontario, ai porti Montréal o Québec, dove avviene il trasbordo delle merci su navi da carico adibite ai trasporti oceanici. 
Il canale di Welland ha reso secondari gli altri canali artificiali della regione, come l'idrovia Trent-Severn e il canale Erie (che collega il lago Erie all'Atlantico passando per Buffalo e New York), in quanto molto più stretti.
Il versante meridionale sul lago Erie è posta ad un'altezza di 99,5 metri maggiore rispetto al versante settentrionale del canale sul lago Ontario, rendendo necessario l'uso di otto chiuse larghe 24,4 metri. Le chiuse dalla 1 alla sette 7 sono lunghe 233,5 m e ognuna permette un dislivello tra i 13 e i 15 metri. La chiusa più a sud, la numero 8, ha invece una lunghezza di 349,9 m. Poiché il canale è attraversato dal viadotto Garden City Skyway, l'altezza massima consentita è di 35,5 m.
Tutti gli altri attraversamenti stradali o ferroviari del canale di Welland sono invece costituiti da ponti mobili o tunnel sotterranei. La lunghezza massima di una nave consentita per l'accesso in questo canale è di 225,5 metri. Le navi impiegano in media circa undici ore per attraversare l'intera lunghezza del canale Welland.

## Storia
Prima dello scavo del canale di Welland, il traffico marittimo tra il lago Ontario e il lago Erie avveniva con il trasferimento via terra delle imbarcazioni attraverso una strada apposita tra le città di Niagara Falls e Queenston, nell'Ontario, entrambe situate lungo il fiume Niagara, rispettivamente a monte e a valle delle omonime cascate.

### Il primo canale
L'idea di costruire un canale tra il lago Ontario e il lago Erie venne ad un imprenditore locale di nome William Hamilton Merritt, con l'intento di fornire un regolare flusso d'acqua per le sue numerose aziende lungo il torrente Twelve Mile a Thorold. Nel 1818, dopo un incontro con la popolazione locale a St. Catharines, il signor Merritt inviò una petizione al governo dell'Alto Canada per creare un canale tra il torrente Twelve Mile e il torrente Welland. Diversamente dai piani di Merritt, la petizione includeva anche la creazione di una via navigabile per permettere alle imbarcazioni di superare la scarpata del Niagara. Il 19 gennaio 1824 l'assemblea dell'Alto Canada approvò la fondazione della Welland Canal Company, società incaricata nella costruzione del canale, nella quale Merritt aveva un ruolo chiave. La costruzione del canale iniziò a Thorold il 30 novembre 1824 terminò esattamente cinque anni dopo, nel 1829 quando avvenne la prima navigazione di prova: dopo una breve cerimonia alla prima chiusa, situata nella località Port Dalhousie di St. Catharines, la scuna Anne & Jane effettuò la prima traversata del canale, in direzione Buffalo, con il signor Merritt come passeggero.
Il primo canale scorreva da Port Dalhousie sul lago Ontario a sud lungo torrente Twelve Mile fino al centro di St. Catharines. Da qui prendeva una strada tortuosa per attraversare la scarpata del Niagara fino Thorold, dove proseguiva verso sud fino alla località di Port Robinson, sul fiume Welland. Originariamente, la sezione tra Allanburg e Port Robinson era previsto che fosse realizzata attraverso un tunnel sotterraneo. Tuttavia, a causa del terreno sabbioso presente quella parte dell'Ontario rendeva il tunnel non fattibile.
L'estensione a sud da Port Robinson venne aperta nel 1833. Questa estensione seguiva il fiume Welland verso sud attraverso l'attuale città di Welland (conosciuto allora come Aqueduct) per raggiungere Port Colborne sul lago Erie. Si rese poi necessaria la realizzazione di canale di alimentazione per fronteggiare la carenza di acqua: questo canale scorreva a sud-ovest di Welland fino a Port Maitland, sempre sul lago Erie. Con l'apertura dell'estensione sud, il canale si estendeva per 44 km tra i due laghi, con 40 chiuse (con paratoie in legno) della dimensione minima di 33,5 di lunghezza e 6,7 metri di larghezza e una profondità minima di 2,4 m.
Il deterioramento del legno utilizzato nelle 40 serrature e l'aumento delle dimensioni delle navi hanno reso, in poco tempo, necessaria la costruzione di un secondo canale, che avrebbe però utilizzato utilizzato paratoie in pietra.

### Il secondo canale
Nel 1839 il governo dell'Alto Canada approvò l'acquisto di azioni della Welland Canal Company, la compagnia privata che si occupò di costruire e gestire il primo canale, a causa dei forti problemi finanziari dovuti al panico del 1837. L'acquisizione pubblica fu completata nel 1841 e i lavori per la costruzione del secondo canale iniziarono l'anno successivo per terminare tre anni dopo, nel 1845. Il secondo canale, comunque, non era altro che un'ammodernizzazione del primo, con qualche piccola variante riguardante il tracciato, poiché laddove era possibile il percorso venne raddrizzato. Gli scavi resero il canale più profondo, portandolo a 2,7 m, e ridussero il numero di chiuse a 27, tutte lunghe 45,7 metri e larghe 8,1 metri.
Nel 1854, con l'apertura della ferrovia Erie-Ontario, che aveva un percorso parallelo connettendo le rive dei due laghi, iniziò la concorrenza ferroviaria al canale. Nel 1859 aprì, parallela al canale, la ferrovia di Welland, che serviva a trasbordare i carichi dalle imbarcazioni che per via delle loro dimensioni non potevano instradarsi nel canale. A causa dell'aumentare del traffico di merci e delle dimensioni delle navi, per facilitare il trasbordo delle merci tra le imbarcazioni situate in laghi diversi, vennero create delle barche-navetta chiamate "canallers". Fu quindi evidente la necessità di costruzione di un canale di più ampie dimensioni. Il secondo canale tuttavia, rimase aperto anche dopo l'apertura del terzo canale, con il fine di fornire acqua alla città di St. Catharines e alle industrie sorte lungo la sponda nel corso degli anni.

### Il terzo canale
La costruzione per il terzo canale iniziò nel 1887 e durò per circa 9 anni. Sebbene il tratto meridionale del canale era lo stesso del primo e del secondo, la parte settentrionale consisteva in un tracciato completamente nuovo, andando sempre a sfociare nella località di Port Dalhousie, ma passando a nord e con un tracciato dritto, della città di St. Catharines. Il terzo canale, all'altezza della chiusa 18 era attraversato dal Merritton Tunnel, un tunnel ferroviario della Grand Trunk Railway. Il terzo canale aveva una profondità di 4,3 metri e ognuna della 26 chiuse era lunga 82,3 metri e larga 13,7. Nel giro di poco tempo, anche questo canale si dimostrò inadeguato alle dimensioni sempre maggiori delle imbarcazioni, portando alla realizzazione di un quarto canale.

### Il canale odierno
La costruzione dell'attuale canale iniziò nel 1913, ma i lavori furono sospesi dal 1916 al 1919 a causa di una carenza di uomini e operai durante la prima guerra mondiale. Il canale venne completato e aperto il 6 agosto 1932, nonostante la profondità prevista di 7,6 metri non fu completata fino al 1935. Con l'apertura del quarto canale, oltre al terzo, venne chiuso anche il secondo, che era ancora operativo. Il tracciato nord cambiò radicalmente rispetto ai canali precedenti, spostando l'ingresso dal lago Ontario da Port Dalhousie a Port Weller, 5 km più a est, trasformando il canale in una linea retta nord-sud; il tracciato sud invece, ricalcava il percorso dei canali precedenti, ma il numero di chiuse fu ridotto a 8, di cui sette nel nuovo tracciato e una all'ingresso del lago Erie. La profondità è di 7,6 m e le chiuse sono lunghe 233,5 m e larghe 24,4 m.

## La deviazione di Welland
Negli anni '50, con l'implementazione dell'idrovia del San Lorenzo, fu adottata una profondità standard di 8,2 m (27 piedi). La deviazione di Welland, nota in inglese come Welland By-Pass, è una deviazione del canale originale che permette di tagliare il centro della città di Welland, lunga 13,4 chilometri (8,3 mi) e di rendere l'intero canale di Welland quasi completamente dritto per l'intero percorso. Venne costruita tra il 1967 e il 1972 ed è stata inaugurata nel 1973. Il vecchio tracciato, che attraversa il centro della cittadina che prende il nome dal canale, è stato mantenuto a scopo ricreativo, sebbene sia ormai chiuso nel lato sud. Così come accadeva nel vecchio canale, anche la deviazione di Welland supera l'ostacolo naturale del fiume Welland con un ponte canale. Tutti gli attraversamenti stradali e ferroviari della deviazione sono stati realizzati in tunnel sotterranei.

## Stagione di navigazione
Il canale di Welland chiude in inverno, generalmente tra gennaio e marzo, per via delle avverse condizioni meteorologiche. La stagione delle riprende in primavera, quando il ghiaccio formatosi durante l'inverno si scioglie. A causa di ciò, non vi sono date precise riguardanti la sospensione o la ripresa dall'attività del canale. Nel 2007 vi fu la riapertura più in anticipo di tutte, essendo avvenuta il 20 marzo, appena poche ore prima dell'equinozio di primavera.

## Caratteristiche
I dati principali del canale sono i seguenti:
- Lunghezza massima delle imbarcazioni: 225,5 m (740 ft)
- Massima profondità: 8,2 m (27 ft)
- Altezza massima: 35,5 m (116 ft)
- Dislivello tra il lago Ontario e il lago Erie: 99,5 m (326 ft)
- Tempo di percorrenza medio: 11 ore
- Lunghezza del canale: 43,5 km (27,0 mi)

### Comparazione delle chiuse
| Canale (anno)      | Primo (1829) | Secondo (1846) | Terzo (1887) | Quarto (1932) |
| ------------------ | ------------ | -------------- | ------------ | ------------- |
| N. chiuse          | 40           | 27             | 26           | 8             |
| Larghezza (metri)  | 6,7          | 8,1            | 13,7         | 24,4          |
| Lunghezza (metri)  | 33,5         | 45,7           | 82,3         | 261,8         |
| Profondità (metri) | 2,4          | 2,7            | 4,3          | 8,2           |

## Percorso

Il percorso del canale di Welland visto di profilo, a sinistra vi è il lago Ontario e a destra il lago Erie;
Il termine inglese lock significa "chiusa" in italiano;
Le misure metriche sono indicate tra parentesi tonde, in particolare:
- sono km le misure riportate in basso, indicanti la lunghezza del canale e la distanza fra le chiuse;
- sono in metri sul livello del mare (m.s.l.m.) i numeri riportati in verticale a destra;

| Comune         | Infrastruttura     | Localizzazione                                         | Stato                                                                |
| -------------- | ------------------ | ------------------------------------------------------ | -------------------------------------------------------------------- |
| St. Catharines | Chiusa 1           | 43°13′02.94″N 79°12′46.77″W                            |                                                                      |
| St. Catharines | Ponte 1            | Lakeshore Road (Regional Road 87)                      | Ponte mobile                                                         |
| St. Catharines | Ponte 2            | Church Road (adesso Linwell Road)                      | mai costruito                                                        |
| St. Catharines | Chiusa 2           | 43°11′35.27″N 79°12′07.84″W                            |                                                                      |
| St. Catharines | Ponte 3A           | Carlton Street (Regional Road 83)                      | Ponte mobile; rimpiazza il Ponte 3 andato distrutto in un incidente. |
| St. Catharines | Ponte 4A           | Viadotto Garden City: Queen Elizabeth Way              |                                                                      |
| St. Catharines | Ponte 4            | Queenston Street (Regional Road 81, già Highway 8)     | Ponte mobile                                                         |
| St. Catharines | Chiusa 3           | 43°09′18.83″N 79°11′35.01″W                            |                                                                      |
| St. Catharines | Ponte 5            | Glendale Avenue (Regional Road 89)                     | Ponte sollevabile                                                    |
| St Catharines  | Ponte 6            | rete ferroviaria della Canadian National Railway       | Ponte mobile                                                         |
| St Catharines  | Chiusa 4           |                                                        |                                                                      |
| Thorold        | Chiuse 5 e 6       | 43°08′03.42″N 79°11′30.84″W                            |                                                                      |
| Thorold        | Chiusa 7           | 43°07′24.41″N 79°11′38.02″W                            |                                                                      |
| Thorold        | Ponte 7            | Hoover Street                                          | demolito                                                             |
| Thorold        | Ponte 8            | ponte ferroviario della Niagara Central Railway        | demolito                                                             |
| Thorold        | Thorold Tunnel     | Highway 58                                             |                                                                      |
| Thorold        | Ponte 9            | Ormond Street                                          | demolito                                                             |
| Thorold        | Ponte 10           | ponte ferroviario della Welland Railway                | demolito nel 1998                                                    |
| Thorold        | Ponte 11           | Canboro Road (Regional Road 20, già Highway 20)        | Ponte sollevabile                                                    |
| Thorold        | Ponte 12           | Bridge Street (Regional Road 63)                       | demolito nel 1974                                                    |
| Welland        | Main Street Tunnel | Highway 7146                                           |                                                                      |
| Welland        | Townline Tunnel    | Highway 58A e ferrovia della Canadian National Railway |                                                                      |
| Port Colborne  | Ponte 19           | Main Street (Regional Road 3) Highway 3                | Ponte mobile                                                         |
| Port Colborne  | Chiusa 8           | 42°53′56.84″N 79°14′46.2″W                             |                                                                      |
| Port Colborne  | Ponte 19A          | Mellanby Avenue (Regional Road 3A)                     | Ponte mobile                                                         |
| Port Colborne  | Ponte 20           | ponte della ferrovia Buffalo-Lago Huron                | demolito nel 1997                                                    |
| Port Colborne  | Ponte 21           | Clarence Street                                        | Ponte sollevabile                                                    |

## Sviluppi futuri
Il progetto Fifth Welland Canal (quinto canale) era un progetto per la realizzazione di un canale completamente nuovo, situato più ad est rispetto a quello attuale, che prevedeva di bypassare la maggior parte del canale esistente a est e di attraversare la scarpata del Niagara in un'unica grande chiusa. Mentre la terra per il progetto è stata espropriata e il progetto concluso, il tutto non ha mai superato le fasi iniziali di costruzione ed è stato poi accantonato.
L'attuale canale di Welland fu originariamente progettato per durare fino al 2030, quasi 100 anni dopo la sua apertura, e 200 anni dopo la prima stagione completa di navigazione, quella del 1830, nel primo canale. I successivi miglioramenti all'infrastruttura del canale hanno però fanno sì che l'attuale canale possa durare molto più a lungo prima di dover essere sostituito.